# نظم چرخ ای‌ای‌آر

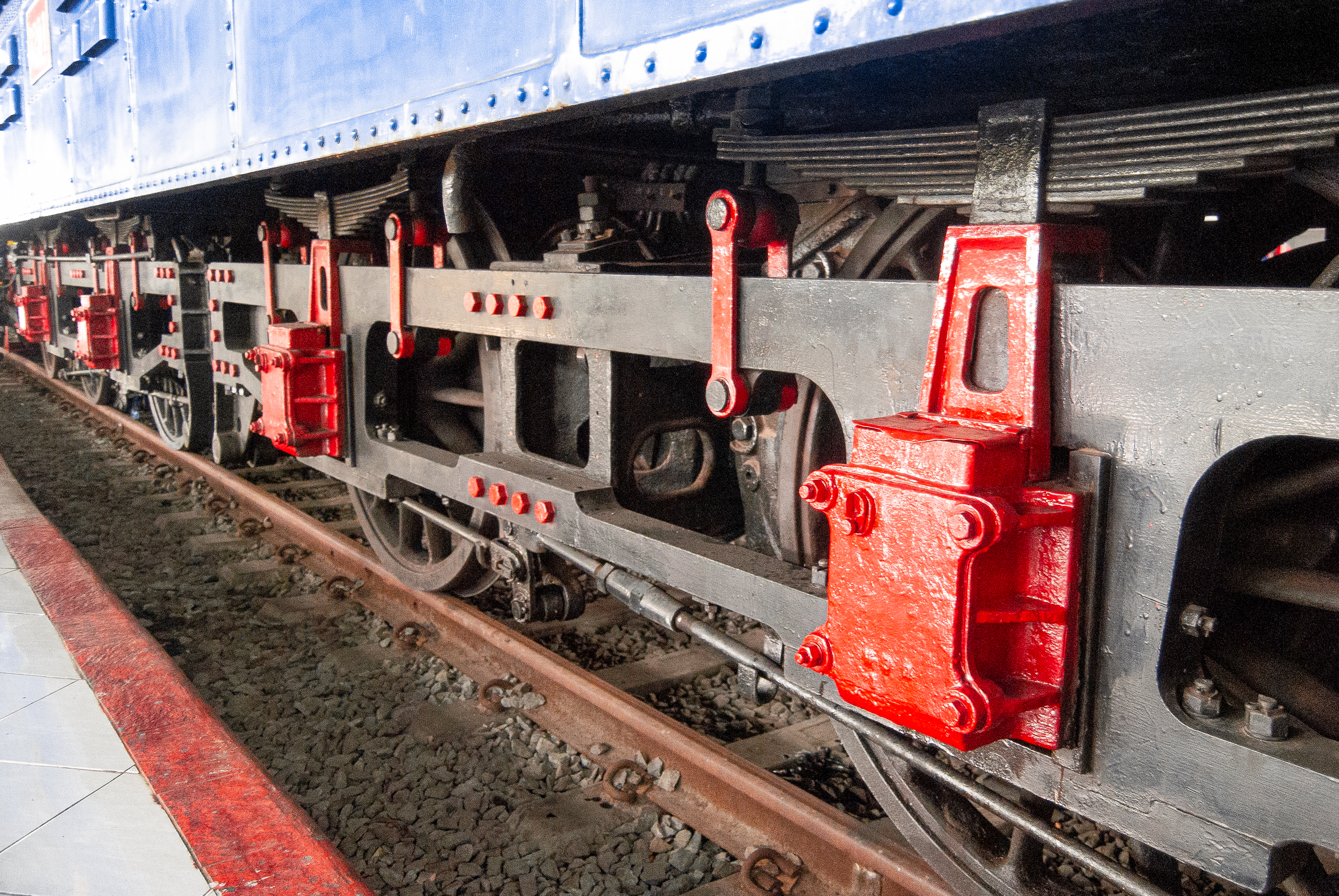
نمایی از چینش و ساختار نظم چرخ ای‌ای‌آر در لوکوموتیو

نظم چرخ ای‌ای‌آر (انگلیسی: AAR wheel arrangement) یک سیستم طبقه‌بندی نظم چرخ در لوکوموتیوها براساس قوانین اتحادیه ترابری ریلی آمریکا مخصوص لوکوموتیو دیزلی و لوکوموتیو برقی است. برای لوکوموتیو بخار از نشانه‌گذاری وایت استفاده میشده است.
در این سیستم حرف A نشان دهنده یک قدرت بر هر محور چرخ، B دو قدرت بر هر محور چرخ، C سه قدرت بر هر محور چرخ و D نشان دهنده چهار قدرت بر هر محور چرخ است.

## طبقه‌بندی
- 1A-A1
- 1-D
- 2-A1A
- 2-A1A
- 3-A1A
- A1-1A
- A1A-2
- A1A-3
- A1A-A1A
- A1A-B+B
- B
- B-1
- B-2
- B-A1A
- B-B
- B-2-B
- B-B-B
- B+B+B
- 2-B+B-2
- 2-B+B+B+B-2
- B+B-B+B
- B-B+B-B
- B-B-B-B
- B-B+B-B+B-B
- C
- C-B
- C-C
- 1-C+C-1
- 2-C+C-2
- 2+C-C+2
- 2-C1+2-C1-B
- C-C+C-C
- C+C-C+C
- 1-D-1
- 2-D-2
- D-D
- 2-D+D-2
- B-D+D-B
- 1B+D+D+B1
- (B+B-B+B)+(B+B-B+B)